# Riko Ueki
Riko Ueki (植木 理子 Ueki Riko?, nacida el 30 de julio de 1999 en Kanagawa) es una futbolista japonesa. Juega como delantera en el West Ham de la Women's Super League de Inglaterra. Es internacional con la selección de Japón.

## Trayectoria

### Clubes
| Club               | País       | Año           |
| ------------------ | ---------- | ------------- |
| Tokyo Verdy Beleza | Japón      | 2016-2023     |
| West Ham           | Inglaterra | 2023-presente |

## Estadística internacional
Fuente:
| Selección de Japón | Selección de Japón | Selección de Japón |
| Año                | Partidos           | Goles              |
| ------------------ | ------------------ | ------------------ |
| 2019               | 3                  | 0                  |
| 2020               | 2                  | 0                  |
| 2021               | 1                  | 0                  |
| 2022               | 9                  | 7                  |
| Total              | 15                 | 8                  |

## Palmarés

### Títulos nacionales
| Título                      | Club               | País  | Año  |
| --------------------------- | ------------------ | ----- | ---- |
| Nadeshiko League            | Tokyo Verdy Beleza | Japón | 2016 |
| Copa de la Nadeshiko League | Tokyo Verdy Beleza | Japón | 2016 |
| Nadeshiko League            | Tokyo Verdy Beleza | Japón | 2017 |
| Copa de la Emperatriz       | Tokyo Verdy Beleza | Japón | 2017 |
| Nadeshiko League            | Tokyo Verdy Beleza | Japón | 2018 |
| Copa de la Nadeshiko League | Tokyo Verdy Beleza | Japón | 2018 |
| Copa de la Emperatriz       | Tokyo Verdy Beleza | Japón | 2018 |
| Nadeshiko League            | Tokyo Verdy Beleza | Japón | 2019 |
| Copa de la Nadeshiko League | Tokyo Verdy Beleza | Japón | 2019 |
| Copa de la Emperatriz       | Tokyo Verdy Beleza | Japón | 2019 |
| Copa de la Emperatriz       | Tokyo Verdy Beleza | Japón | 2020 |
| Copa de la Emperatriz       | Tokyo Verdy Beleza | Japón | 2022 |

### Títulos internacionales
| Título                                 | Equipo             | Sede          | Año  |
| -------------------------------------- | ------------------ | ------------- | ---- |
| Campeonato Sub-20 Femenino de la AFC   | Japón              | China         | 2015 |
| Campeonato Sub-20 Femenino de la AFC   | Japón              | China         | 2017 |
| Copa Mundial Femenina de Fútbol Sub-20 | Japón              | Francia       | 2018 |
| Campeonato de Clubes de la AFC         | Tokyo Verdy Beleza | Corea del Sur | 2019 |
| Campeonato de Asia Oriental            | Japón              | Corea del Sur | 2019 |
| Campeonato de Asia Oriental            | Japón              | Japón         | 2022 |

(*) Incluyendo la Selección

### Distinciones individuales
| Distinción                         | Año              |
| ---------------------------------- | ---------------- |
| Jugadora Destacada de la WE League | 2021-22, 2022-23 |
| Mejor Once de la WE League         | 2022-23          |
| Botín de Oro de la WE League       | 2022-23          |
| Mejor Once de la AFC (IFFHS)       | 2022             |